# The Turret (Big Razorback Island)
The Turret (englisch für Das Mauertürmchen) ist eine markante Felsformation aus Trachyt auf der zum antarktischen Ross-Archipel gehörenden Big Razorback Island. Sie ragt am westlichen Ende der Insel auf.
Der australische Geologe Frank Debenham, Teilnehmer an der Terra-Nova-Expedition (1910–1913) unter der Leitung des britischen Polarforschers Robert Falcon Scott, benannte sie deskriptiv.